# McDonnell Aircraft
McDonnell Aircraft Corporation (McDonnell zrakoplovna tvrtka) bila je američka tvrtka koja se bavila proizvodnjom letjelica. Sjedište je bilo u St. Louisu, SAD. Tvtku je osnovao James Smith McDonnell 1939. godine. McDonnell Aircraft spaja se s američkom tvrtkom Douglas Aircraft Company 1967. godine, čime novi konglomerat dobiva ime McDonnell Douglas.

## Poznatiji proizvodi
- Kapsula Merkury
- Kapsula Gemini
- F-4 Phantom II